# Rue Callot
Cet article possède un paronyme, voir Rue Jacques-Callot.
La rue Callot est une voie de la commune française de Nancy, dans le département de Meurthe-et-Moselle, en région Lorraine.

## Situation et accès
La rue Callot est comprise au sein de la Vieille-ville de Nancy, à proximité de la place Vaudémont, et appartient administrativement au quartier Ville-Vieille - Léopold.

## Origine du nom
La voie est nommée d'après Jacques Callot, le graveur lorrain de la Renaissance.

## Historique
À l'angle de la Grande-Rue se trouve la maison natale supposée du célèbre graveur Jacques Callot (1592-1635). Elle comporte plusieurs beaux hôtels du XVIIe siècle et XVIIIe siècle, et son origine est très ancienne, puisqu'elle longeait un des premiers remparts du premier noyau historique de Nancy.
Dans l'Hôtel de Malleloy au no 8 et l'Hôtel de Raigecourt au no 10 se trouvait la Maison des Frères des écoles chrétiennes, où fut versée à la Prusse la rançon de cinq milliards lors de la défaite de la guerre de 1870.

## Bâtiments remarquables et lieux de mémoire
- no 2 : maison dont la tourelle du XVIe siècle en encorbellement est inscrite au titre des monuments historiques par arrêté du 25 avril 1944[2].
- no 8 : maison dont la porte est inscrite au titre des monuments historiques par arrêté du 31 mars 1944[3].